# Anne of Green Gables
Anne of Green Gables (no Brasil: Anne de Green Gables; em Portugal: Ana dos Cabelos Ruivos) é um romance da escritora canadense L. M. Montgomery, publicado em 1908. Foi escrito como ficção para leitores de todas as idades, mas nas últimas décadas tem sido considerado principalmente como literatura infantojuvenil. Ambientado no fim do século XIX, o livro conta as aventuras de Anne Shirley, uma órfã de onze anos que, por engano, acaba por morar com dois irmãos de meia idade, Matthew e Marilla Cuthbert. Os dois vivem em uma fazenda na cidade fictícia de Avonlea, na Ilha do Príncipe Eduardo. Inicialmente, eles pretendiam adotar um pequeno garoto, para que este os auxiliasse com os trabalhos braçais.
Desde a primeira publicação, mais de cinquenta milhões de cópias de Anne of Green Gables foram vendidas. O livro foi traduzido para 20 idiomas. Continuações foram escritas por Montgomery e depois da sua morte, em 1942, uma prequela autorizada.
A obra já foi adaptada para filmes, desenhos animados, séries televisivas, live action e peças musicais.

## Desenvolvimento
Montgomery inspirou-se em anotações que tinha feito quando jovem, sobre um casal que recebeu uma garota órfã em vez do menino que haviam solicitado. Mesmo assim, decidiram-se a ficar com ela. Montgomery inspirou-se também na própria infância, vivida na área rural da Ilha do Príncipe Eduardo. Montgomery usou uma foto de Evelyn Nesbit (recortada de uma revista e fixada na parede do quarto) como modelo para o rosto de Anne Shirley.

## Enredo
Marilla e Matthew Cuthbert, irmãos solteiros que vivem na fictícia comunidade de Avonlea na Ilha do Príncipe Eduardo, decidem adotar um menino para ajudá-los com a fazenda de Green Gables. Por causa de um mal-entendido, a órfã Anne Shirley, após ter passado a infância em orfanatos e casas de estranhos, é mandada para morar com eles.
Matthew decide levar Anne para Green Gables de qualquer maneira, para que Marilla decida o que fazer com a  menina tagarela, que durante o caminho não parava de falar sobre o quanto estava feliz por ir para seu novo lar.
Anne é descrita como esperta, dramática e muito imaginativa. Inicialmente, Marilla diz que a garota voltará ao orfanato, mas termina resolvendo que ela deve ficar.
O livro conta as aventuras de Anne em um novo lar: o ambiente escolar em que ela rapidamente passa a ser dar bem nos estudos, a amizade com Diana Barry, suas ambições literárias e sua rivalidade com o colega de classe Gilbert Blythe, que faz piada com o cabelo ruivo de Anne.
Acontecimentos também incluem brincadeiras com as amigas (Diana, Jane Andrews e Ruby Gillis), seus confrontos com as desagradáveis irmãs Pye e acidentes domésticos, como a ocasião em que acidentalmente tinge o cabelo de verde.
Aos quinze anos, Anne vai para a Queen's Academy a fim de conseguir uma licença de professora. Ela a obtém em um ano em vez dos costumeiros dois e ganha uma bolsa de estudos por ser a melhor aluna de Inglês. A bolsa permitiria que ela se graduasse na faculdade de Redmond.
Matthew sofre um ataque cardíaco fatal ao descobrir que todo o dinheiro dele e de Marilla foi perdido na falência de seu banco. Anne desiste da bolsa de estudos em favor de ajudar Marilla, cuja vista está piorando. Anne planeja dar aulas na escola de Carmody, a mais próxima com vagas disponíveis e voltar para Green Gables nos finais de semana. Gilbert Blythe desiste de sua posição de professor na escola de Avonlea para que Anne possa ocupá-la, sabendo que ela quer permanecer perto de casa. O ato de gentileza cimenta a amizade de Anne e Gilbert.

## Publicação
Anne of Green Gables foi publicado originalmente em Boston, nos Estados Unidos, em abril de 1908 pela editora L.C. Page. O livro foi um sucesso, vendendo dezenove mil cópias em cinco meses. Apesar da nacionalidade de Montgomery, a primeira edição canadense só apareceria 35 anos depois.

### Edições em português
No Brasil, o livro foi publicado por três editoras. A primeira edição, chamada Anne Shirley, foi lançada em 1939 pela Companhia Editora Nacional como o 65º romance da Coleção Biblioteca das Moças, sendo traduzido por Yolanda Vieira Martins; posteriormente a obra foi dividida em dois volumes e relançada no ano de 1956. Em 2009, foi lançado pela editora Martins Fontes com o nome Anne de Green Gables e tradução de Maria do Carmo Zanini e Renée Eve Levié. E em 2015, pela editora Pedrazul, também levando o título Anne de Green Gables e contando com a tradução de Tully Ehlers.
Em Portugal, com o título Anne e a Sua Aldeia, o livro foi publicado em 1972, pela editora Civilização, traduzido por Olinda Gomes Fernandes.

## Livros relacionados
O sucesso inicial de Anne of Green Gables levou Montgomery a escrever continuações para a obra. Os volumes estão listados em ordem cronológica abaixo, de acordo com a idade de Anne em cada um deles.
| # | Livro                                                                                 | Data de publicação | Idade de Anne Shirley |
| 1 | Anne of Green Gables                                                                  | 1908               | 11 aos 16             |
| 2 | Anne of Avonlea                                                                       | 1909               | 16 aos 18             |
| 3 | Anne of the Island                                                                    | 1915               | 18 aos 22             |
| 4 | Anne of Windy Poplars (Estados Unidos e Canadá) Anne of Windy Willows (Outros países) | 1936               | 22 aos 25             |
| 5 | Anne's House of Dreams                                                                | 1917               | 25 aos 27             |
| 6 | Anne of Ingleside                                                                     | 1939               | 34 aos 40             |
| |                                                                                       |                    |                       |
| Os livros seguintes focam nos filhos de Anne ou em amigos da família. Anne aparece, mas desempenha um papel menor. |                                                                                       |                    |                       |
| # | Livro                                                                                 | Data de publicação | Idade de Anne Shirley |
| 7 | Rainbow Valley                                                                        | 1919               | 41 aos 43             |
| 8 | Rilla of Ingleside                                                                    | 1921               | 49 aos 53             |
| 9 | The Blythes Are Quoted                                                                | 2009               | 40 aos 75             |
| |                                                                                       |                    |                       |
| Anne aparece em uma história (e é mencionada em outras) nas seguintes coletâneas:                                  |                                                                                       |                    |                       |
| # | Livro                                                                                 | Data de publicação | Idade de Anne Shirley |
| — | Chronicles of Avonlea                                                                 | 1912               | aprox. 20             |
| — | Further Chronicles of Avonlea                                                         | 1920               | aprox. 20             |

A prequela, Before Green Gables (2008), foi escrita por Budge Wilson, com autorização dos herdeiros de L. M. Montgomery.

## Turismo emerchandising

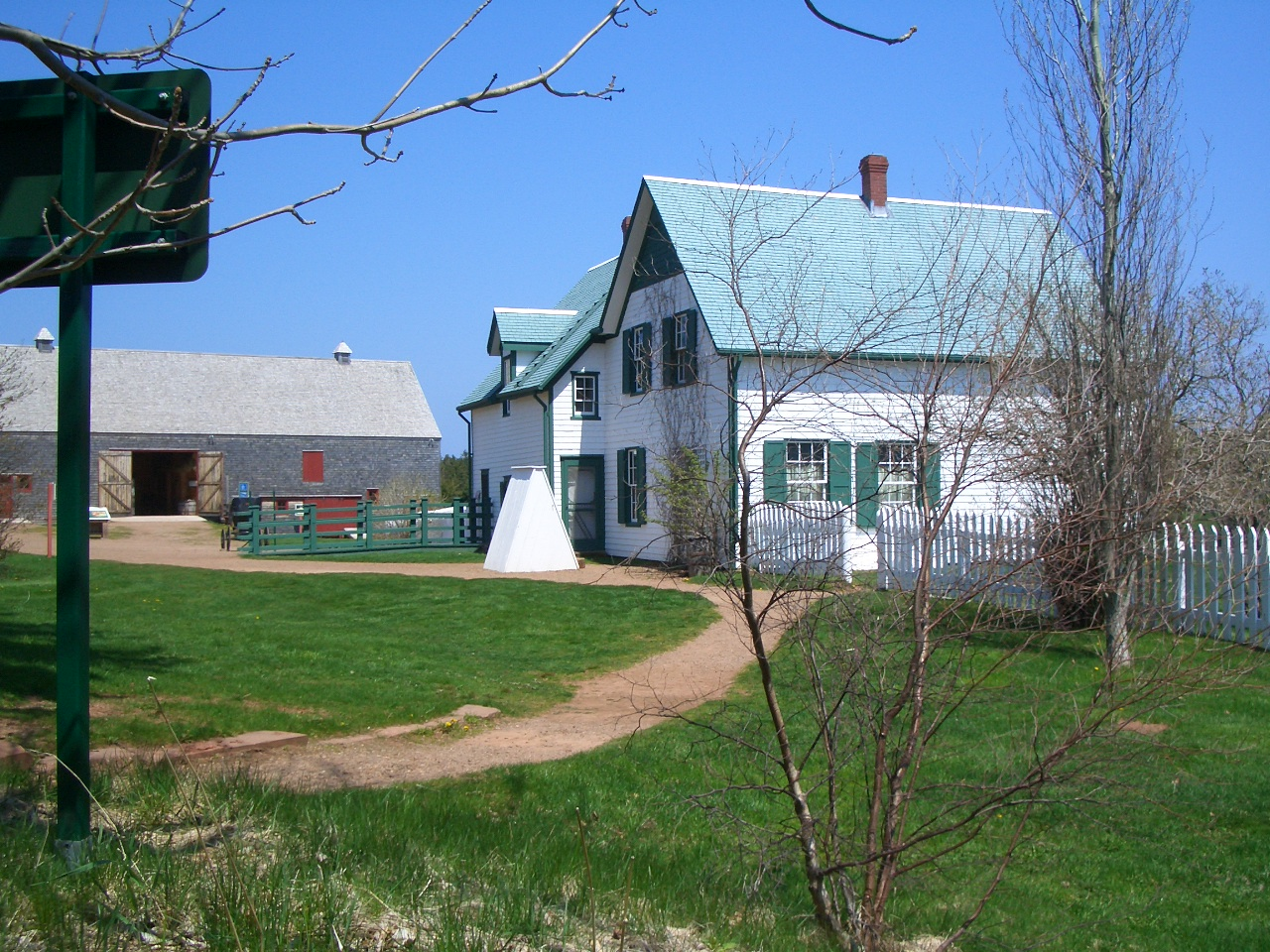
Acima, fotografia de 2006 mostrando a fazenda Green Gables original, localizada em Cavendish.

A província da Ilha do Príncipe Eduardo possui instalações turísticas que põem em evidência ligações locais com os romances de Montgomery. O turismo movido pelos fãs de Anne é uma parte importante da economia da região, com comerciantes oferecendo itens relacionados aos livros.
A fazenda Green Gables realmente existe e está localizada em Cavendish, uma área rural do condado de Queens County, no centro da Ilha do Príncipe Eduardo. Muitas atrações turísticas na Ilha foram desenvolvidas com base em Anne, e, no passado, placas rurais já mostraram a sua imagem. Balsam Hollow, a floresta que inspirou Haunted Woods e Campbell Pond, a massa de água que inspirou o Lago de Shining Waters, ambos descritos no livro, estão localizados nas proximidades.  Além disso, o centro cultural canadense Confederation Centre of the Arts tem apresentado o musical Anne of Green Gables em seu palco principal a cada verão nos últimos 48 anos.
O romance também tornou-se extremamente popular no Japão, onde Anne Shirley é reverenciada como um "ícone". Casais japoneses viajam para a Ilha do Príncipe Eduardo para terem cerimônias de casamento civil no terreno da fazenda Green Gables. Algumas meninas japonesas, inclusive, chegam com o cabelo trançado e tingido de vermelho, de forma a se parecerem com Anne.
O parque temático de Avonlea, próximo de Cavendish e a loja Cavendish Figurines possuem enfeites para que turistas possam se vestir como personagens do livro a fim de posarem para fotos. Lojas de suvenir por toda a Ilha oferecem numerosos alimentos e produtos baseados em detalhes dos romances. São comuns chapéus de palha femininos costurados com tranças vermelhas, assim como garrafas de refrigerante de framboesa.

## Legado e honras
- Bala's Museum, em Bala, Ontário, é dedicado à L. M. Montgomery. O museu é localizado na casa onde Montgomery e sua família faziam refeições durante suas férias em 1922. Aquele período serviu de inspiração para The Blue Castle.[13]
- Em 15 de maio de 1975, o Canada Post lançou o selo "Lucy Maud Montgomery, Anne of Green Gables".[14]
- Em 2003, Anne of Green Gables foi listado como número 41 numa pesquisa da BBC que procurava saber qual era o "romance mais amado pela nação".[15]

## Adaptações

### Filmes
- 1919: Anne of Green Gables – filme mudo adaptado para as telas por Frances Marion, dirigido por William Desmond Taylor e estrelando Mary Miles Minter no papel principal. Considerado um filme perdido.
- 1934: Anne of Green Gables – dirigido por George Nichols Jr., o filme em preto e branco estrelava Dawn O'Day como Anne Shirley.  Após a filmagem, O'Day decidiu mudar seu nome artístico para Anne Shirley.
- 1940: Anne of Windy Poplars – dirigido por Jack Hively, mais um filme em preto e branco com Dawn O'Day (agora "Anne Shirley").

### Filmes para televisão
- 1956: Anne of Green Gables – versão dirigida por Norman Campbell, estrelando Toby Tarnow como Anne. Tarnow foi a primeira Anne musical.
- 1957: Anne de Green Gables – versão franco-canadense, dirigida por Jacques Gauthier, com Mirelle Lachance no papel de Anne.
- 1958: Anne of Green Gables – recriação do filme de 1956, dirigida por Don Harron e estrelando Kathy Willard.
- 1972: Anne of Green Gables – minissérie britânica em cinco partes, dirigida por Joan Craft e Kim Braden no papel de Anne.
- 1975: Anne of Avonlea – continuação da versão de 1972, mantendo Craft e Braden em suas posições.
- 1985: Anne of Green Gables – minissérie canadense de duas partes, dirigida por Kevin Sullivan, estrelando Megan Follows.
- 1987: Anne of Green Gables: The Sequel – continuação da versão de 1985, mantendo Sullivan e Follows em suas posições.
- 2000: Anne of Green Gables: The Continuing Story – continuação da versão de 1987, mantendo Sullivan e Follow em suas posições. Apenas vagamente baseado nos livros.
- 2005: Anne: Journey to Green Gables – versão animada produzida pela Sullivan Entertainment, prequela de Anne of Green Gables: The Animated Series.
- 2008: Anne of Green Gables: A New Beginning – versão dirigida por Kevin Sullivan e não diretamente baseada nos livros.
- 2010: Akage no An: Road to Green Gables – compilação animada dos primeiros seis episódios de Akage no An (1979).
- 2016: L.M. Montgomery´s Anne of Green Gables - Filme de televisão canadense com a Ella Ballentine no elenco
- 2017: Anne of Green Gables: The Good Stars - Uma continuação do filme te televisão canadense de 2017.
- 2017: Anne of Green Gables: Fire & Dew - Continuação do filme Anne of Green Gables: The Good Stars também de 2017.

### Séries de televisão
- 1952: Anne of Green Gables – série da BBC estrelando Carole Lorimer como Anne.
- 1979: Akage no An – série animada, parte do World Masterpiece Theater da Nippon Animation, dirigida por Isao Takahata.
- 1990–1996: Road to Avonlea – série produzida por Kevin Sullivan, baseada em personagens e acontecimentos de vários livros de L. M. Montgomery.
- 2000: Anne of Green Gables: The Animated Series – série animada da PBS para crianças de oito a doze anos, criada pela Sullivan Entertainment.
- 2009: Kon'nichiwa Anne: Before Green Gables – parte do World Masterpiece Theater, baseado na prequela Before Green Gables de Budge Wilson.
- 2017: Anne with an E – série produzida pela CBC e Netflix, sendo a adaptação mais famosa do livro, dirigida por Moira Walley-Beckett e tendo em seu elenco: Amybeth McNulty como Anne, Geraldine James, R.H Thompsom, Lucas Jade Zumann, Corrine Koslo, Kyla Matthews.

### Web
- 2014–2015: Green Gables Fables – uma websérie americana-canadense em que uma adaptação moderna da história de Anne acontece através de vlogs, tweets, posts no Tumblr e em outras redes sociais.